# Эвримедон (возница Нестора)
Эвримедон (др.-греч. Εὐρυμέδων «хозяин просторов»), дважды упоминается в поэме Гомера Илиада, как возница Нестора, греческого вождя из Пилоса, города на юго-западном побережье Пелопоннеса

Мы устремим на троян конеборных, да ныне и Гектор 

Узрит, в руке и моей способна ль свирепствовать пика!"

Так произнес; не преслушался Нестор, конник геренский;

Старца приняв кобылиц, озаботились ими клевреты, 

Сильные двое, Сфенел с Эвримедоном славолюбивым.

Тою порою достигнули мужи Нелидовой кущи.

Оба сошли с колесницы на щедро-питающу землю;

Коней приняв, отрешил Эвримедон, старцев служитель,

Сами ж они на хитонах их пот прохлаждали горячий,

Это же имя в поэме носит возница Агамемнона